# Rödhalsad snöfink
Rödhalsad snöfink (Pyrgilauda ruficollis) är en asiatisk fågel i familjen sparvfinkar inom ordningen tättingar. Den förekommer i bergstrakter i Tibet och västra Kina. Vintertid flyttar delar av populationen till Indien. IUCN kategoriserar den som livskraftig.

## Utseende och läten
Rödhalsad snöfink är en 13–15 centimeter lång distinkt sparvfink med liten och spetsig näbb. Likt blek snöfink (Montifringilla blanfordi) har den kanelfärgad nacke och halssidor. Den har dock en rostfärgad fläck på örontäckarnas bakkant, ett svart mustaschstreck, vit strupe och två tydliga vingband. Lätet är ett mjukt "duuid" eller "doooid".

## Utbredning och systematik
Rödhalsad snöfink förekommer i höga bergstrakter huvudsakligen i Kina och delas upp i två underarter med följande utbredning:
- ruficollis – förekommer från västra Tibet till Sikkim, Kokonor och södra delen av bergen Nan Shan
- isabellina – förekommer i västra Kina (från södra Xinjiang till nordvästra Qinghai); flyttar till Indien

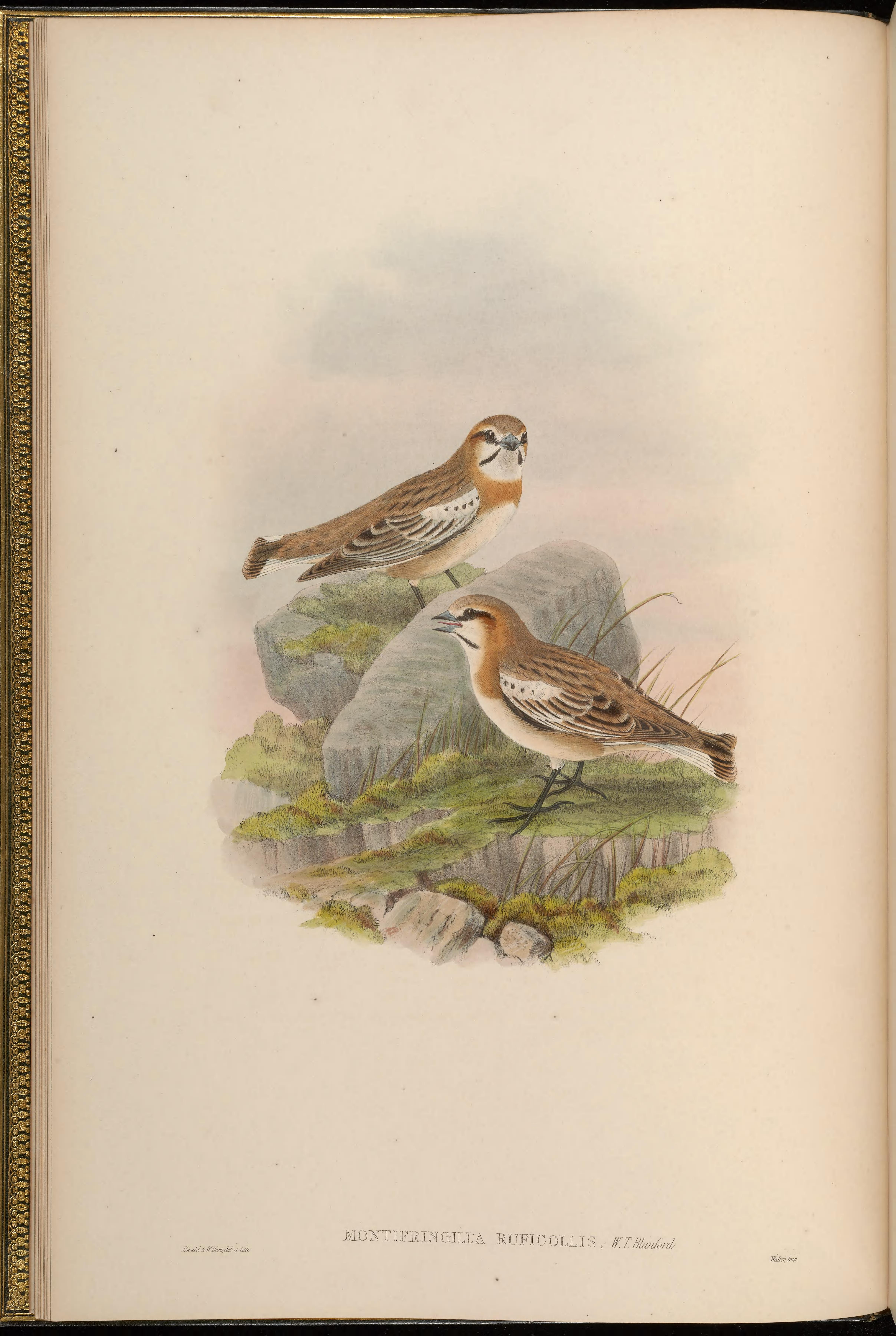

Den har liksom övriga arter i Pyrgilauda tidvis placerats i Montifringilla.

## Levnadssätt
Rödhalsad fröfink påträffas i högbelägen halvöken och på gräsplatåer på mellan 3 800 och 5 000 meters höjd. Den födosöker på marken, ibland i spillning från boskap, på jakt efter frön och insekter. Den springer ofta och kan gräva med både näbb och ben. Fågeln häckar i maj och juni i enstaka par eller i små grupper. Efter häckningen rör den sig nomadiskt, vintertid till lägre regioner.

## Status och hot
Arten har ett stort utbredningsområde och en stor population med stabil utveckling och tros inte vara utsatt för något substantiellt hot. Utifrån dessa kriterier kategoriserar internationella naturvårdsunionen IUCN arten som livskraftig (LC). Världspopulationen har inte uppskattats men den beskrivs som lokalt mycket vanlig.